# Индустријска област Досо (Ферара)
Индустријска област Досо (итал. Area Industriale Dosso) је насеље у Италији у округу Ферара, региону Емилија-Ромања.
Према процени из 2011. у насељу је живело 60 становника. Насеље се налази на надморској висини од 12 м.